# Julien Coutellier
Pour les articles homonymes, voir Coutelier (homonymie).
Julien Coutellier, né Julien René Coutellier à Paris 20e le 8 janvier 1911 et mort le 25 septembre 1997 à Livry-Gargan, est un chef opérateur du son du cinéma français, actif des années 1940 aux années 1970.

## Filmographie
- 1949 : Docteur Laennec
- 1949 : Le Bout de la route
- 1949 : La Ronde des heures
- 1950 : Un trou dans le mur
- 1950 : Le Grand Cirque
- 1950 : Chéri
- 1950 : Trois Marins dans un couvent d'Émile Couzinet
- 1950 : L'Homme de la Jamaïque
- 1951 : Sous le ciel de Paris
- 1951 : Musique en tête
- 1951 : Les Nuits de Paris de Ralph Baum
- 1951 : Duel à Dakar
- 1952 : Ma femme, ma vache et moi
- 1952 : Procès au Vatican
- 1952 : Il est minuit, docteur Schweitzer
- 1953 : Des quintuplés au pensionnat
- 1953 : Quand tu liras cette lettre
- 1953 : Dortoir des grandes
- 1953 : Cet homme est dangereux
- 1954 : Les Corsaires du bois de Boulogne
- 1954 : Par ordre du tsar
- 1954 : Le Feu dans la peau
- 1955 : Casse-cou, mademoiselle
- 1955 : Milord l'Arsouille
- 1956 : La Bande à papa
- 1956 : Mitsou
- 1956 : Les Aventures de Gil Blas de Santillane
- 1956 : Alerte aux Canaries
- 1957 : La Garçonne
- 1957 : Tous peuvent me tuer
- 1958 : C'est la faute d'Adam
- 1958 : Tabarin
- 1958 : Sérénade au Texas
- 1959 : Douze Heures d'horloge de Géza von Radványi
- 1959 : Ça n'arrive qu'aux vivants
- 1959 : Mademoiselle Ange
- 1960 : Pantalaskas
- 1960 : Les Lionceaux
- 1961 : Le Temps du ghetto
- 1962 : A House of Sand
- 1962 : Cléo de 5 à 7
- 1962 : Le Doulos
- 1962 : Le Procès
- 1963 : Landru
- 1963 : Le cave est piégé
- 1963 : L'Honorable Stanislas, agent secret
- 1963 : L'Aîné des Ferchaux
- 1964 : Cherchez l'idole
- 1964 : Nick Carter va tout casser
- 1964 : Comment épouser un Premier ministre
- 1967 : Le Vieil Homme et l'Enfant
- 1967 : L'Homme qui valait des milliards
- 1967 : Les Arnaud
- 1968 : Ce sacré grand-père
- 1968 : Le Sergent
- 1969 : Trois Hommes sur un cheval
- 1970 : Commencez la révolution sans nous
- 1971 : La Grande Java
- 1971 : L'Homme qui vient de la nuit
- 1971 : La Cavale